# José van Dam
El baró José van Dam (Brussel·les, 25 d'agost de 1940) és un cantant d'òpera baix-baríton belga. El seu vertader nom és Joseph van Damme.

## Carrera
Als disset anys va ingressar en el conservatori de Brussel·les, on va estudiar amb Frédéric Anspach. Un any després es va graduar amb diplomes i primers premis en veu i interpretació operística.
José van Dam va debutar en l'òpera con el paper del mestre de música Don Basilio en El barber de Sevilla de Gioachino Rossini en l'Òpera de París l'any 1961, i va romandre en aquesta companyia fins a l'any 1965, quan va cantar el seu primer paper principal, Escamillo en l'òpera de Bizet Carmen.
Durant les dues temporades següents va cantar en el Gran Teatre de Ginebra. A Ginebra, l'any 1966 va protagonitzar l'estrena de La mère coupable, de Darius Milhaud. Lorin Maazel el va invitar a enregistrar L'Heure espagnole de Ravel amb ell per a la Deutsche Grammophon. L'any 1967, Maazel li va demanar que s'unira a l'Òpera Alemanya (Deutsche Oper) de Berlín. Va pertànyer a aquestat companyia fins a 1973. Va destacar en els papers mozartians de Fígaro Les noces de Fígaro i de Leporello Don Giovanni.
El 1968 va debutar en el Festival de Salzburg en el paper de Tempo en Rappresentazione di Anima e di Corpo d'Emilio de' Cavalieri. Les seues interpretacions en aquest Festival, moltes vegades sota la batuta de Herbert von Karajan, inclouen Don Fernando, Fígaro (en Les noces de Fígaro), Golaud, Amfortas i l'Holandès. Posteriorment ha intervingut en representacions de Die Zauberflöte, Les Contes d'Hoffmann, Fidelio i Il trovatore. Altres festivals en què ha participat han sigut el d'Ais de Provença i el d'Aurenja.
La seua carrera internacional va començar en els anys 1970, cantant en teatres com el Covent Garden de Londres, La Scala de Milà, Òpera Estatal de Viena, Òpera Alemanya a Berlín, Teatro Colón de Buenos Aires i el Metropolitan Opera de Nova York. L'any 1973, va tornar a París per a interpretar papers protagonistes en Les Contes d'Hoffmann, La Bohème, Les noces de Fígaro, Dardanus de Rameau i Der fliegende Holländer de Wagner.
L'any 1983 va participar en l'estrena mundial de Saint François d'Assise d'Olivier Messiaen, una de les més importants òperes contemporànies, assumint el paper titular; paper que va repetir el 2004. Ha cantat en el Teatre de la Moneda a Brussel·les, on ha interpretat Borís Godunov, Falstaff, Wozzeck, Les noces de Fígaro, Salomé, Gianni Schicchi, Il turco in Italia.
Ha destacat, com Leporello (Don Giovanni), el verdiào del Rei Felip (Don Carlos) i, en el repertori francès, el paper d'Escamillo (Carmen).

## Lied
José van Dam també és cantant de concert, oratoris, i lieder. Des de 1993 canta amb Maciej Pikulski com a acompanyant en grans concerts per tot el món: Carnegie Hall a Nova York, La Scala a Milà, De Munt a Brussel·les, el Concertgebouw d'Amsterdam, Teatro Colón de Buenos Aires, Théâtre des Champs-Elysées a París. Ha realitzat tres enregistraments discogràfics.
L'any 1997 va cantar el paper de Don Quixot en L'Homme de la Mancha (comèdia musical) que Jacques Brel havia interpretat trenta anys abans, en una sèrie de representacions en l'Òpera Reial Valona a Lieja.
El 4 de desembre de 1999 van Dam va ser un dels intèrprets en la boda de Felip, príncep dels belgues i Mathilde d'Udekem d'Acoz.

## Honors i premis
Ha obtingut nombrosos premis per les seues extraordinàries interpretacions, tant en escena, com en enregistraments. El més destacat és la concessió de títol de noblesa: a l'agost de 1998 el rei Albert II de Bèlgica li va concedir el títol de baró, en reconeixement de la seua carrera com un dels més destacats cantants clàssics de tots els temps.
A més, té les distincions següents:
- "Kammersänger" de Berlín (1974).
- Premi dels crítics musicals alemanys (1974).
- Medalla d'Or de la Premsa Belga (1976).
- Gran Premi de l'Acadèmia Francesa del Disc (1979).
- Orfeu d'Or de l'Acadèmia Lírica Francesa (1980).
- Premi dels Crítics Europeus (1985).
- Diapasó d'Or i Premi de la Nova Acadèmia del Disc (1993).
- Orfeu d'Or de l'Acadèmia de Disc Líric (1994).

## Discografia
Ha intervingut en els següents enregistraments, considerats d'especial qualitat per la guia Penguin (Greenfield, E., i altres, The New Penguin Guide to Compact Discs, Penguin Group):
- George Enescu: òpera Oédipe, amb Bacquier, Gedda, Quilico, Orfeó Donostiarra, Orquestra Filharmònica de Montecarlo, dirigit per Foster (EMI).
- Richard Strauss: opera Die Frau ohne Schatten (La dona sense ombra) , amb Julia Varady, Plácido Domingo, Hildegard Behrens, Sumi Jo, Orquestra Filharmònica de Viena, dirigida per Georg Solti (Londres).
- Giuseppe Verdi: Simon Boccanegra, amb Piero Cappuccilli, Mirella Freni, Ghuiaurov, Josep Carreras, Cor i Orquestra de La Scala, dirigida per Claudio Abbado (DG).
- Richard Wagner: Parsifal, amb Peter Hofmann, Kurt Moll, Vejzovic, Nimsgern, von Halem, Cor de l'Òpera Alemanya, Orquestra Filharmònica de Berlín, dirigida per Herbert von Karajan (DG).
- Luigi Cherubini: Medea, amb Mirella Freni, Plácido Domingo, Barbara Hendricks, Agnes Baltsa, Cor de l'Òpera Alemanya, Orquestra Filharmònica de Berlín, dirigida per Herbert von Karajan (DG).

Cal destacar també l'enregistrament de l'òpera de Jules Massenet: Don Quichotte, amb A. Fondary, Teresa Berganza, Orquestra i cor del Capitoli de Tolosa de Llenguadoc, dirigit per Michel Plasson (1992).
La vasta discografia de José van Dam comprèn la major part dels grans papers de baríton, així com els cicles de Franz Schubert (Viatge d'hivern, El cant del cigne), una integral de Henri Duparc amb Maciej Pikulski i Les Nuits d'Été amb Serge Baudo.

## Filmografia
- 1988: Le Maître de musique, de Gérard Corbiau, en el paper de Joachim Dallayrac
- 1985: Babel opera, ou la répétition de Don Juan de Wolfgang Amadeus Mozart, d'André Delvaux, en el paper de Don Giovanni
- 1976: Don Giovanni de Joseph Losey, en el paper de Leporello
- 1973: Otello, de Roger Benamou, com Lodovico

Ha participat en diverses produccions d'òpera per a televisió. Pot esmentar-se la seua intervenció en Els Contes de Hoffmann (2000), La Damnation de Faust (1999), Don Carlos (1996), o Falstaff (1987).